# Вьен де Бофремон, Антуан де
Антуан де Вьен де Бофремон (фр. Antoine de Vienne de Bauffremont; 1531 — 1606), маркиз де Листене и Арк-ан-Барруа — французский государственный и военный деятель.

## Биография
Сын Клода де Бофремона (1506 — до 1537), барона де Се, рыцаря ордена Алькантары и бургундского ордена Святого Георгия, и Жанны де Вьен (ум. до 1537).
Барон и сеньор де Се, Сомбернон, Мален и Ремийи, де Тремблуа, де Мотте и де Шансе.
Завещанием его деда по матери Франсуа де Вьена, сеньора де Листене, Арк-ан-Барруа и Шатель-Одон, маршала Бурбонне, от 3 апреля 1536 определен наследником всех владений при условии принятия имени де Вьен. Четвертовал свой герб, добавив туда знаки Вьенов, а в щитке поместив на черном поле три серебряные леопардовые головы.
9 февраля 1559 разделил семейные владения с братьями: Клодом, епископом Труа, и Жаном.
Последовательно был Главным лесничим герцогства Бургундского, дворянином Палаты короля, капитаном пятидесяти тяжеловооруженных всадников, советником Государственного и Тайного советов. С 1560 года был почетным рыцарем Дижонского парламента.
В его пользу сеньории Листене и Арк-ан-Барруа были возведены в ранг маркизатов.
21 декабря 1585 пожалован в рыцари орденов короля. Орденскую цепь ордена Святого Духа получил 31 декабря.
Пуллен де Сен-Фуа в своем сборнике посвящает маркизу один абзац, в котором ссылается на мнение его жены, не любившей мужа и считавшей его лицемером, лишенным подлинных нравственных достоинств.

## Семья
Жена (1553): Анна де Клермон д'Амбуаз, дочь Рене де Клермона, сеньора де Сен-Жорж, рыцаря ордена короля, и Франсуазы д'Амбуаз, дамы де Ренель, сестра Антуана де Клермон-Амбуаза, маркиза де Ренель, убитого во время резни Святого Варфоломея их кузеном Храбрым Бюсси
Дети:
- Анн де Вьен де Бофремон. Штатный дворянин Палаты короля. Жена (1587): Мари д'Оржемон, дочь Клода д'Оржемона, рыцаря ордена короля
- N де Вьен де Бофремон. Муж: N дез Юрсен

Поскольку его сын умер бездетным, маркиз 3 декабря 1605 завещал свои владения брату Жану де Бофремону и его мужским потомкам в порядке первородства.